# Allas-Champagne
Allas-Champagne település Franciaországban, Charente-Maritime megyében. Lakosainak száma 266 fő (2022. január 1.). Allas-Champagne Arthenac, Brie-sous-Archiac, Meux, Saint-Ciers-Champagne és Réaux sur Trèfle községekkel határos.

## Népesség
A település népességének változása:
| Lakosok száma | 201  | 213  | 207  | 224  | 281  | 285  | 264  | 252  | 250  | 266  |
|               | 1968 | 1982 | 1990 | 2006 | 2013 | 2015 | 2017 | 2019 | 2020 | 2022 |